# 孫家鈺
孫家鈺（?—?），河南省固始縣人，清末政治人物，同進士出身。
光緒三十年（1904年），會試第208名。殿試登三甲47名，補正定縣知縣。